# IGSF1-Mangelsyndrom
Das IGSF1-Mangelsyndrom ist eine sehr seltene angeborene Erkrankung mit den Hauptmerkmalen einer zentralen angeborenen Hypothyreose und Makroorchidie.
Synonyme sind: X-chromosomale kongenitale zentrale Hypothyreose mit spät beginnender Makroorchidie; englisch IGSF1 deficiency syndrome; X-linked central congenital hypothyroidism with late-onset macroorchidism; central hypothyroidism/testicular enlargement (CHTE)
Die Erstbeschreibung erfolgte im Jahre 2012 in einer Multicenterstudie unter Federführung des niederländischen Humangenetikers Yu. Sun und Mitarbeiter.

## Verbreitung
Die Häufigkeit wird mit unter 1 zu 100.000 angegeben, die Vererbung erfolgt X-chromosomal-rezessiv.

## Ursache
Der Erkrankung liegen Mutationen im IGSF1-Gen auf dem X-Chromosom Genort q26.1 zugrunde, welches für ein Glykoprotein der Immunglobulin-Superfamilie (Immunoglobulin superfamily member-1) kodiert. Dieses Glykoprotein wird von der Hypophyse und den Hoden hergestellt.

## Klinische Erscheinungen
Klinische Kriterien sind:
- Manifestation im Neugeborenen- oder Kleinkindesalter
- angeborene zentral bedingte Hypothyroidose
- Makroorchidie als Erwachsener
- unterschiedlich ausgeprägter Mangel an Prolaktin
- mitunter Wachstumshormonmangel
- verzögerte Produktion von Testosteron in der Pubertät
- Adipositas

## Differentialdiagnose
Abzugrenzen sind andere Formen der angeborenen Hypothyreose.